# Gage Quinney
Pour les articles homonymes, voir Quinney.
Gage Quinney (né le 29 juillet 1995 à Las Vegas, État du Nevada aux États-Unis) est un joueur professionnel canado-américain de hockey sur glace. Il évolue au poste de centre. Son père Ken Quinney a joué également au niveau professionnel.

## Biographie
Il commence sa carrière junior en 2013 avec les Raiders de Prince Albert dans la Ligue de hockey de l'Ouest. Il remporte la Coupe Ed Chynoweth 2015 avec les Rockets de Kelowna. Il porte les couleurs des Blazers de Kamloops lors de sa dernière saison en junior majeur. En 2016-2017, il passe professionnel avec les Nailers de Wheeling dans l'ECHL. La saison suivante, il accède au niveau supérieur dans la LAH avec les Penguins de Wilkes-Barre/Scranton. Le 22 février 2020, il joue son premier match dans la Ligue nationale de hockey avec les Golden Knights de Vegas face aux Panthers de la Floride. Il est le premier joueur natif du Nevada à jouer un match dans la LNH. Il marque son premier point, une assistance le 23 février 2020 chez les Ducks d'Anaheim.

## Statistiques
| Saison    | Équipe                            | Ligue |    | Saison régulière | Saison régulière | Saison régulière | Saison régulière | Saison régulière |   | Séries éliminatoires | Séries éliminatoires | Séries éliminatoires | Séries éliminatoires | Séries éliminatoires |
| Saison    | Équipe                            | Ligue | PJ | B                | A                | Pts              | Pun              | PJ               | B | A                    | Pts                  | Pun                  |                      |                      |
| 2012-2013 | Raiders de Prince Albert          | LHOu  | 1  | 0                | 0                | 0                | 0                | -                | - | -                    | -                    | -                    |                      |                      |
| 2013-2014 | Raiders de Prince Albert          | LHOu  | 58 | 8                | 8                | 16               | 5                | 4                | 0 | 0                    | 0                    | 0                    |                      |                      |
| 2014-2015 | Raiders de Prince Albert          | LHOu  | 32 | 6                | 9                | 15               | 2                | -                | - | -                    | -                    | -                    |                      |                      |
| 2014-2015 | Rockets de Kelowna                | LHOu  | 38 | 10               | 21               | 31               | 4                | 15               | 6 | 7                    | 13                   | 8                    |                      |                      |
| 2015-2016 | Rockets de Kelowna                | LHOu  | 5  | 2                | 5                | 7                | 2                | -                | - | -                    | -                    | -                    |                      |                      |
| 2015-2016 | Blazers de Kamloops               | LHOu  | 48 | 27               | 23               | 50               | 22               | 7                | 3 | 6                    | 9                    | 9                    |                      |                      |
| 2016-2017 | Nailers de Wheeling               | ECHL  | 45 | 18               | 26               | 44               | 10               | -                | - | -                    | -                    | -                    |                      |                      |
| 2017-2018 | Penguins de Wilkes-Barre/Scranton | LAH   | 57 | 14               | 19               | 33               | 18               | 3                | 0 | 0                    | 0                    | 0                    |                      |                      |
| 2018-2019 | Wolves de Chicago                 | LAH   | 68 | 19               | 24               | 43               | 17               | 18               | 4 | 5                    | 9                    | 0                    |                      |                      |
| 2019-2020 | Wolves de Chicago                 | LAH   | 46 | 17               | 19               | 36               | 8                | -                | - | -                    | -                    | -                    |                      |                      |
| 2019-2020 | Golden Knights de Vegas           | LNH   | 3  | 0                | 1                | 1                | 0                | -                | - | -                    | -                    | -                    |                      |                      |
| 2020-2021 | Silver Knights de Henderson       | LAH   | 19 | 10               | 7                | 17               | 8                | 3                | 1 | 1                    | 2                    | 0                    |                      |                      |
| 2021-2022 | Silver Knights de Henderson       | LAH   | 38 | 12               | 11               | 23               | 8                | 2                | 0 | 0                    | 0                    | 0                    |                      |                      |
| 2022-2023 | Silver Knights de Henderson       | LAH   | 66 | 25               | 39               | 64               | 22               | -                | - | -                    | -                    | -                    |                      |                      |
| 2023-2024 | Silver Knights de Henderson       | LAH   | 39 | 8                | 20               | 28               | 4                | -                | - | -                    | -                    | -                    |                      |                      |
| 2024-2025 | Silver Knights de Henderson       | LAH   | 50 | 9                | 27               | 36               | 6                | -                | - | -                    | -                    | -                    |                      |                      |